# Zandbergen (Belgique)
Pour les articles homonymes, voir Zandbergen.
Zandbergen est une section de la ville belge de Grammont dans le pays de la Dendre située en Région flamande dans la province de Flandre-Orientale. C'était une commune à part entière avant la fusion des communes de 1977.

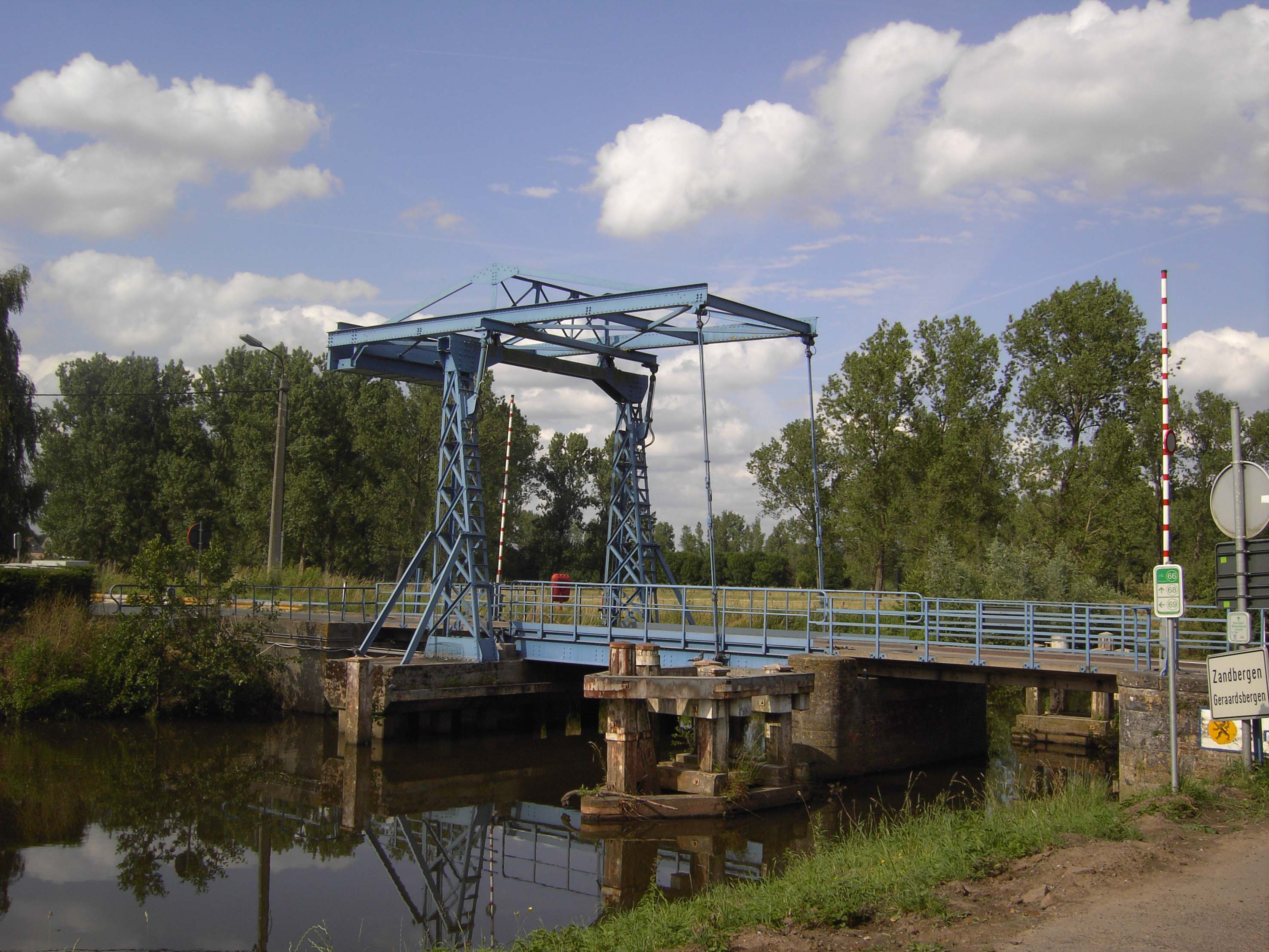
Canal et pont levant.

## Démographie

### Évolution démographique
- Sources : INS, Rem. : 1831 jusqu'en 1970 = recensements, 1976 = nombre d'habitants au 31 décembre[2].

## Sites touristiques
- L'église Notre-Dame avec la tour ouest du XIIIe siècle, classée depuis 1971, restaurée en 1990. Dans l'église est accroché le tableau Fuite d'Egypte de Jacques de Lalaing.
- Château de Lalaing, également désigné par le nom de Hof van Lier.
- La gare (Jean-Pierre Cluysenaar), classée depuis 1991 et restaurée en décembre 2011.